# 揭姓
揭姓是漢姓之一。

## 起源
揭姓起源于地名揭阳，始祖为秦汉时期揭阳县令揭猛。揭猛原名史定，因战功由皇帝赐姓“揭”。

## 分布
目前揭氏后裔已达五六十万之众，遍布广东、江西、福建、广西、浙江、湖北等地。其中仅广东省廉江市便有三万左右人。

## 延伸阅读
[在维基数据编辑]
 《欽定古今圖書集成·明倫彙編·氏族典·揭姓部》，出自陈梦雷《古今圖書集成》